# Städtepartnerschaft zwischen Hannover und Hiroshima
Die Städtepartnerschaft zwischen der deutschen Landeshauptstadt Hannover und der japanischen Präfekturhauptstadt Hiroshima wurde am 27. Mai 1983 offiziell beurkundet. Dem ging ein bereits seit 1968 fortgesetztes internationales Jugendaustauschprogramm voraus. Die Städtepartnerstadt ist in Hannover eng mit der Friedensbewegung im Zusammenhang mit dem Atombombenabwurf auf Hiroshima verbunden, aber nicht darauf beschränkt, was sich auch in den öffentlichen völkerverbindenden Begegnungen, Kulturveranstaltungen und Vereinen widerspiegelt. Insgesamt haben Hannover bzw. Hiroshima je sieben Städtepartnerschaften.

## Geschichte

### Anfänge durch Jugendaustausch
1968 besuchte Hayashi Toshihiko mit einigen Kindern und Jugendlichen als erste Delegation der International Youth Association Hiroshima (広島国際青少年協会) die Stadt Hannover im Rahmen einer bilateralen staatlichen Vereinbarung. Die Delegation war Teil des Programmes Japanfahrt der deutschen Jugend – Deutschlandfahrt der japanischen Jugend, das auch von dem Internationalen Jugendaustausch- und Besucherdienstes der Bundesrepublik Deutschland (IJAB) e.V. mitorganisiert wurde, des deutschen Bundesministeriums für Familie und Jugend und des japanischen Kultusministeriums (文部省). Der Oberbürgermeister Herbert Schmalstieg postulierte, dass ein solcher fortwährender Austausch auf Städte- denn nationaler Ebene organisiert werden müsse. Damit wurde der bald gegenseitigen Jugendaustausch zwischen den beiden Städten initiiert. Im Jahre 1993 stellte Schmalstieg fest, dass Jugendaustausch „den Grundstein für die Städtefreundschaft gelegt hat“. Ziele des Jugendaustausch sind Jugendarbeit, Schaffung eines gegenseitigen Verständnisses und Friedensarbeit, später kamen noch Kulturaustausch, wissenschaftliche Vernetzung und Wirtschaftsbeziehungen hinzu. Hayashi fasste später seine Eindrücke und Motivation zusammen:

„Es war im Sommer 1968, als ich zum ersten Mal die Stadt Hannover besuchte; ich war sofort von dieser Stadt begeistert. Als ich jedoch zu meinem Erstaunen hörte, dass diese Stadt im 2. Weltkrieg zu 90% zerstört wurde, dachte ich sofort an Hiroshima. Wenn zwischen Hiroshima, der Stadt mit den vielen Flüssen, und Hannover, der Stadt im Grünen, zwei Städten mit einer ähnlichen Bevölkerungsstruktur und einer gleichen Kriegserfahrung, sich ein Austausch entwickeln könnte, wäre dies ein gutes Beispiel für den Frieden. Aus diesem Grund fasste ich den Entschluss, mich für die Intensivierung der Annäherung zwischen den Menschen in beiden Städten einzusetzen.“

Zum 10-jährigen Bestehen des Jugendaustausches im Jahre 1978 tauschten die Städte 20 Kirschbäume bzw. 3.000 Buchsbäume, die in dem 1981 fertiggestellten Hannover-Garten (ハノーバー庭園) untergebracht wurden, aus.
1982 berichteten Vertreter der ten-feet-Bewegung (10フィート運動) in Hannover über den Atombombenabwurf, auch mit den durch die Bewegung erworbenen bzw. erstellten Filme. Die Städtepartnerschaft wurde durch offizielle Vertreter beider Städte vorbereitet.

### Städtepartnerschaft
Im 15. Bestandsjahr des Jugendaustausches wurde am 27. Mai 1983 die Städtepartnerschaftsurkunde durch die Bürgermeister Araki Takeshi und Oberbürgermeister Herbert Schmalstieg offiziell unterzeichnet. Herbert Schmalsteig wurde 1983 zum Ehrenbürger Hiroshimas ernannt. Die Stadt Hannover ist seit 1983 auch Mitglied der Mayors for Peace (平和首長会議, Bürgermeister für den Frieden).

„Die freundschaftlichen Beziehungen, die zwischen den Bürgern von Hiroshima und Hannover bestehen, und das gegenseitige Verstehen, das auf Achtung und Vertrauen gründet, sind während des vergangenen Jahrzehnts von beiden Städten auf verschiedensten Gebieten gefördert worden. Angesichts der Tatsachen, dass sie die Katastrophe des Krieges erlebt haben und in ihren Ländern durch ihre Geschichte bedeutende Städte wurden, und in der Überzeugung, dass sich eine ähnliche Katastrophe für die Menschheit der Zukunft niemals wiederholen darf, haben die Bürger und ihre Städte die Notwendigkeit erkannt, dass sie der Verwirklichung des Weltfriedens alle ihre Kräfte widmen sollten. Die Bürger und ihre Städte erklären deshalb feierlich mit diesem Abkommen, dass sie die Verbindung als Partnerstädte in der Hoffnung besiegeln, dass der gegenseitige Austausch vermehrt gefördert werden soll, um auch in Zukunft die Achtung voreinander, das Vertrauen und das Verstehen weiterhin zu stärken und dadurch einen Beitrag zu leisten zur Erreichung des Weltfriedens und des Wohlergehens der Menschheit.“

Hayashi Toshihiko erhielt 1986 das Bundesverdienstkreuz am Bande in Hannover.
An der 750-Jahr-Feier Hannovers im Jahr 1991 nahm eine japanische Delegation teil. Hayashi Toshihiko erhielt die Plakette für Verdienste um die Landeshauptstadt Hannover.
Zur Expo 2000 nahmen 160 Jugendliche aus den Partnerstädten Hannovers und einigen verwandten Organisationen an einer zehntägigen internationalen Jugendbegegnung teil.
2003 wurde das doppelte Jubiläumsjahr (35 Jahre Jugendaustausch, 20 Jahre Städtepartnerschaft) gefeiert. Ein Resümee wurde gezogen: Der nachhaltige gegenseitige Jugendaustausch wird fortwährend fortgesetzt, dient der Friedensarbeit, dem Völkerverständnis und dem Kulturaustausch. Aus dem Kulturaustausch entstanden Freundschaften, private Besuche und ein gegenseitiges kulturelles Interesse, was auch dazu führte, dass ehemalige Teilnehmer Japanologie bzw. Germanistik studierten. Die japanische Teilnehmer stammten aus Hiroshima und bis Anfang der 1990er Jahre aus Yokkaichi. Die Hannoveraner wurden durch die veranstaltenden Organisationen rekrutiert. Dabei wurde bis zur Mitte der 1980er Jahre ein Auswahlverfahren abgeschafft, dass sich an den Internationalen Jugendaustausch- und Besucherdienstes der Bundesrepublik Deutschland (IJAB) e.V. orientierte, um mehr Jugendliche aus breiterer Masse ansprechen zu können. Problematisch wurden verstärkte Anforderungen an Organisation, Personal und Finanzierung: Die Teilnehmer wurden finanziell durch den Staat unterstützt, jedoch würden diese Mittel „knapper“ und „Kostensteigerungen vor allem in Japan in den letzten Jahren haben die Begegnungen an die Grenzen finanzieller Leistbarkeit gebracht.“ So stammten die Teilnehmer größtenteils aus dem „bildungsmäßig und zum Teil auch sozial privilegierten Milieu“.
Im Jahre 2005 wurde die erste International Youth Conference for Peace in the Future (IYCPF, Internationale Jugendkonferenz für den Frieden, 青少年国際平和未来会議) in Hiroshima veranstaltet.
2008 wurde das 25-jährige Bestehen der Städtepartnerschaft und 40 Jahre Jugendaustausch gefeiert, darunter Kunstausstellungen, Workshops, Seminare und den Japanwochen im Hannover Congress Centrum. Japan war Partnerland der Hannover-Messe. Am kulturellen Programm beteiligten sich auch die Partnerpräfektur Tokushima des Landes Niedersachsen. Jugendlichen aus Coventry, Hannover, Hiroshima, Poznań, Rouen und Wolgograd nahmen an einer internationalen Jugendkonferenz mit mehreren Workshops zur Friedensarbeit im Feriendorf Eisenberg Günter Richta der Stadt Hannover in Kirchheim teil. Oberbürgermeister Stephan Weil wurde 2008 zum Ehrenbürger Hiroshimas ernannt.

### Umstrukturierungen und kurzzeitige Jugendaustauschunterbrechung
Nach dem Tod Hayashi Toshihikos im Jahre 2010 fiel der Jugendaustausch Hiroshima-Hannover bis einschließlich 2013 aus. Nachdem Inai Kôki (井内 康輝) im Februar 2011 in Hanover anstelle Hayashis in Hannover zu Besuch war, erwirkte er Umstrukturierungen der International Youth Association Hiroshima und Gründung der Hiroshima-Hannover Partnership Society im Jahre 2013, infolgedessen im folgenden Jahr wieder eine Jugendgruppe aus Hiroshima zu Gast in Hannover war.
Im Jahre 2015 wurde Hannover als eine von 21 Städten weltweit der Status Lead City of Mayors for Peace (リーダー都市) verliehen und ist eine der Vice President Cities (副会長都市). Oberbürgermeister Stefan Schostok wurde 2015 zum Ehrenbürger Hiroshimas ernannt.
Anlässlich des 50-jährigen Bestehens des Jugendaustausches im Jahr 2018 pflanzte die von Inai Kôki angeführte japanische Delegation zusammen mit Oberbürgermeister Stefan Schostok und weiteren Vertretern einen Kirschbaum im Hiroshima-Gedenkhain. Im Hannover-Garten (ハノーバー庭園) wurde am 01. August 2018 ein Dreispitz-Ahorn gepflanzt.
Im Jahre 2021 wurde das Hannoversche Kirschblütenfest während der COVID-19-Pandemie virtuell als Internetseite mit einzelnen Audio-Dateien veranstaltet.
Ein Ginkgobaum (Hibaku jumoku), dessen Samen in zweiter Generation von Bäumen, die den Atombombenabwurf in Hiroshima überstanden haben, stammen, wurde während des Kirschblütenfestes 2022 im Hiroshima-Gedenkhain gepflanzt. Der Deutsch-Japanischen Gesellschaft Hannover Chado-Kai e.V., der Deutsch-Japanischer Freundschaftskreis Hannover-Hiroshima-Yukokai e.V. und das Hiroshima-Bündnis Hannover wurden 2022 mit der Plakette für Verdienste um die Landeshauptstadt Hannover ausgezeichnet.
Vom 22. Mai 2023 bis zum 26. Mai 2023 fand die International Youth Conference for Peace in the Future (IYCPF, Internationale Jugendkonferenz für den Frieden, 青少年国際平和未来会議) mit 30 Teilnehmern aus Bangkok, Blantyre, Bristol, Hannover, Hiroshima, Leipzig, Poznań und Rouen in Hannover statt. Belit Onay nahm als Bürgermeister und Teil einer Delegation an der Gedenkzeremonie in Hiroshima teil, wobei er zum Ehrenbürger Hiroshimas benannt wurde. Im November und Dezember 2023 gab es eine Ausstellung zu einem Japanischen Teehaus im aufhof (ehemalige Galerie Kaufhof). In Hannover bekräftigten beide Bürgermeister ihren Willen zur Fortsetzung der Partnerschaft und Friedensarbeit. Die Teemeisterin Nakamoto Hiroyo (中本 洋世) wurde als Kulturbotschafterin und Förderin der Deutsch-Japanischen Freundschaft vom Generalkonsul Toda Shinsuke (戸田 真介) ausgezeichnet.

## Institutionen
Die Städtepartnerschaft wird von Kulturveranstaltungen und gegenseitigen Besuchen durch Kinder, Jugendliche, Lokalpolitiker und Wirtschaftsvertreter getragen.

### Vereine in Hannover mit Hiroshima-Bezug
Die Vereine kooperieren beim Ausrichten von öffentlichen Veranstaltungen.
- Das 1984 gegründeten Hiroshima Bündnis Hannover (広島連合ハノーファー) ist Teil der Friedensbewegung.[26][44]
- Der am 11. Mai 1989 gegründete Deutsch-Japanischen Gesellschaft Hannover Chado-Kai e.V. (独日協会ハノ－バ－) verschreibt sich dem deutsch-japanischen Kulturaustausch durch Veranstaltungen und Kurse in Hannover und betreibt das japanische Teehaus im Stadtpark.[26][45][46][47] Mitglied im Verband Deutsch-Japanischer Gesellschaften e.V. (VDJG e.V.).[48] Chadô-Kai (茶道会) bedeutet in etwa Teezeremonie-Verein. Der Verein wurde als CHADO-KAI e.V. Hannover – Förderkreis japanischer Kultur im Rahmen der Städtepartnerschaft Hannover-Hiroshima als Betreiber des 1988 von der Stadt Hiroshima geschenkten Teehauses gegründet.[46]
- Der am 14. März 1985 gegründete Deutsch-Japanischer Freundschaftskreis Hannover-Hiroshima-Yukokai e.V. (社団法人 独日友好会 ハノーバー広島友好会) sieht den Schwerpunkt bei der Kontaktefindung zwischen Japanern und Bürgern Hannovers, auch durch den Jugendaustausch, und Angeboten zur japanischen Kultur.[1][26][49][50] Mitglied im Verband Deutsch-Japanischer Gesellschaften e.V. (VDJG e.V.).[48] Yûkô-Kai (友好会) bedeutet in etwa Freundschafts-Verein. Schirmerher ist der Oberbürgermeister Hannovers.[49] Eine Zusammenhang zum Stadtjugendring Hannover e.V. und der Abteilung Jugendpflege des Jugendamtes besteht.[1][49][51] Die von in Hannover lebenden Japanern gegründete Gruppe Japan-Info-Club wurde 1992 eingegliedert.
- Der am 13. Mai 1986 fusionierte Friedensbüro Hannover e.V., dessen Anfänge auf 1971 zurückgehen, beteiligt sich an dem Hiroshima-Gedenktag.[26][52][53]
- Der 2011 gegründete Ueda Sôko e.V. führt Teezeremonien im japanischen Teehaus im Stadtpark durch und orientiert sich im Namen an der über 400 Jahre alten Teeschule Ueda Sôko Ryû (上田宗箇流), in deren Tradition er steht, in Hiroshima.[54][55] Der Verein ist im Vereinsregister des Amtsgerichtes Berlin (Charlottenburg) eingetragen.

### Vereine in Hiroshima mit Hannover-Bezug
- Die 1958 gegründete International Youth Association Hiroshima (広島国際青少年協会) organisiert in Auftrag und Zusammenarbeit mit der Stadt Hiroshima[1] Jugendaustausche[56][57] und veranstaltet mit anderen den Hannover-Tag[58] und ist Mitorganisator[8] des deutschen Weihnachtsmarktes.
- Die am 13. November 1958 gegründete Japanisch-Deutsche Gesellschaft Hiroshima (広島日独協会) ist Teil der Japanisch-Deutschen Gesellschaft (公益財団法人日独協会)[59] und unterstützt[8] den Deutschen Weihnachtsmarkt.
- Im Februar 1979 wurde Hiroshima-Hannover Gesellschaft (広島・ハノーバー協会) als Teil der International Youth Association Hiroshima (広島国際青少年協会) gegründet.[5][18]
- Die 1982 gegründete Organisation Mayors for Peace (平和首長会議, Bürgermeister für den Frieden) hat ihren Hauptsitz in Hiroshima. Die Stadt Hannover hat eine Vizepräsidentschaft inne.[19][20]
- Die im April 2013 gegründete Hiroshima-Hannover Partnership Society (般社団法人広島ハノーバー友好協会) unterstützt den Jugendaustausch, vermittelt zu Gastfamilien[60], unterstützt den wirtschaftlichen Austausch[10] und ist Mitorganisator des deutschen Weihnachtsmarktes[8] in Hiroshima. Zu dem Vorstand gehören unter anderem Sôko Ueda (上田 宗冏), Großmeister der gleichnamigen Teeschule (siehe auch Ueda Sôko e.V. in Hannover), und Mukuda Masao (椋田 昌夫), Präsident der Straßenbahngesellschaft.[5][18]

### Hochschulkooperationen
- Die Städtische Universität Hiroshima und die Hochschule Hannover kooperieren seit 1998.[61][62][63]
- Die Universität Hiroshima und die Medizinische Hochschule Hannover kooperieren seit 2016.[64][65]

### Weitere Institutionen aus Hannover oder Hiroshima
- Abgeordnete des Christlicher Verein Junger Menschen (CVJM) Hannover e.V. legen Origami-Kraniche am Hiroshima-Tag nieder und beteiligen sich am Jugendaustausch.[66]
- Bis 1973 war die Abteilung Jugendpflege des Jugendamtes der Landeshauptstadt Hannover an der Organisation der Jugendaustausche beteiligt.[1]
- Der Stadtjugendring Hannover e.V. wirkt seit 1974 bei den Jugendaustauschen mit.[1][49][51]
- Der Mädchenchor Hannover trat 2016 und 2017 in Hiroshima auf.[67][68]
- Der Kammerchor Hannover sang während der Gedenkveranstaltung 2021 in der Aegidienkirche.[69]

## Wiederkehrende Veranstaltungen

### Veranstaltungen in Hannover
Die Veranstaltungen in Hannover sind durch die japanische Kultur und durch Friedens- und Anti-Atomwaffenkundgebungen geprägt.

#### Deutsch-japanisches Neujahrsfest
Die Deutsch-Japanischen Gesellschaft Hannover Chado-Kai e.V. (独日協会ハノ－バ－) veranstaltet im Januar ein Neujahrsfest Shinnenkai (新年会) als Empfang für geladene Gäste im Courtyard Hotel am Maschsee, darunter auch staatliche Würdenträger wie der auch für Niedersachsen zuständige Generalkonsul von Japan in Hamburg oder dem Oberbürgermeister Hannovers.

#### Kirschblütenfest

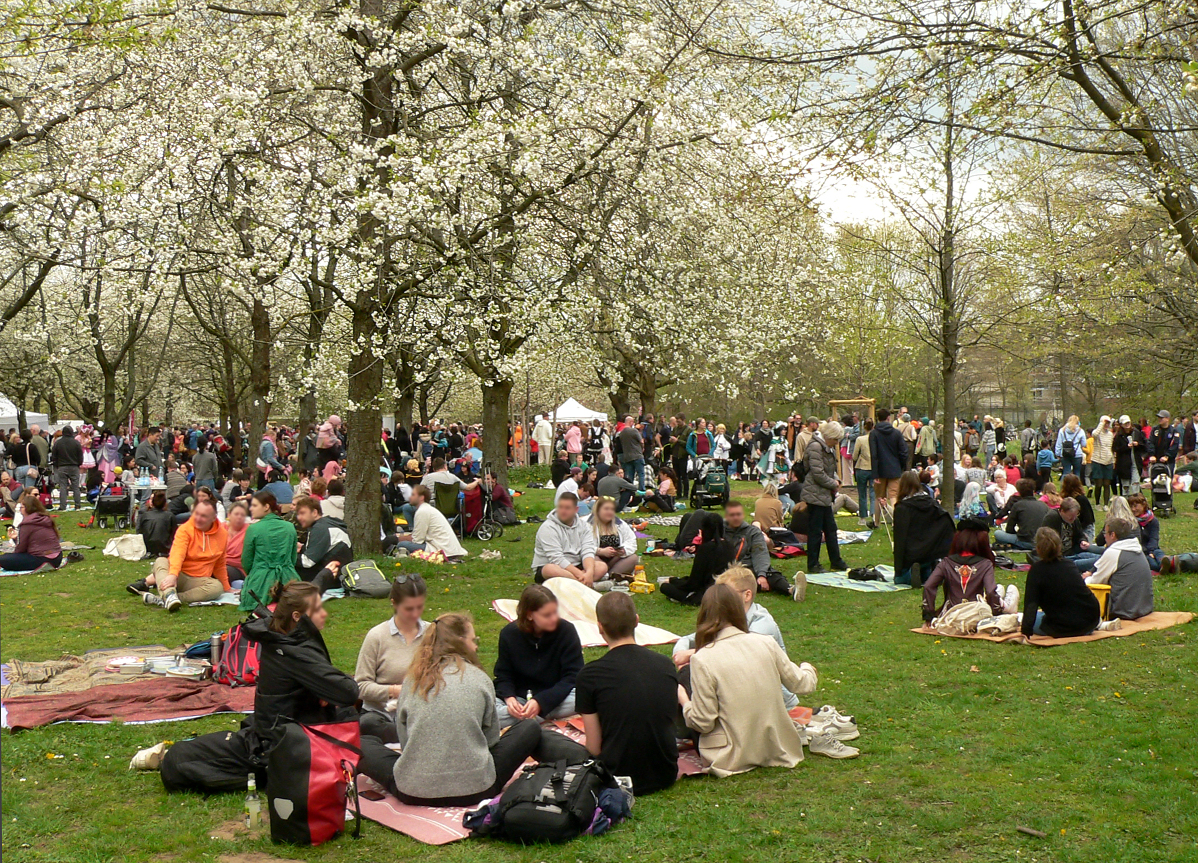
Kirschblütenfest in Hannover, 2023

Das Kirschblütenfest Hanami (お花見) findet im Frühjahr im Hiroshima-Gedenkhain als Kulturfest mit Vorführungen und Mitmach-Gelegeneheiten zur japanischen Kultur statt.

#### Sommerfest
Das japanische Sommerfest Natsumatsuri (夏祭り) findet im Stadtpark an einem Tag, meistens im Zeitrum Juni bis August, als Kulturfest mit einem Bühnenprogramm, Teezeremonien im Teehaus, Vorführungen und Mitmach-Gelegeneheiten zur japanischen Kultur statt.

#### Hiroshima-Tag
Der Hiroshima-Tag ist ein Gedenktag und findet am 6. August, dem Jahrestag des Atombombenabwurfes auf Hiroshima, statt. Er besteht häufig aus mehreren Teilen (am Beispiel der Jahre 2017 bis 2022):
1. Am Vorabend (5. August) findet im Hiroshima-Gedenkhain eine kulturelle, naturwissenschaftliche oder historische Veranstaltung statt.[72]
2. Gedenkveranstaltung in der Aegidienkirche:[73][74][75]
  1. Niederlegung von Origami-Kranichen, ggf. auch Senbazuru,
  2. dreimaliges Läuten der Japanischen Friedensglocke um 08:15 (Hannover-Ortszeit),[76]
  3. Gedenkminute,
  4. Kranzniederlegung unter anderem durch den Oberbürgermeister von Hannover,
  5. Ansprachen unter Anderen durch Oberbürgermeister und Friedenbotschafter aus Hiroshima[77], Nagasaki[78] und Hannover und
  6. Trauer-Teezeremnie als Nodate (野点, Teezeremonie unter offenem Himmel).
3. Kulturelle, stille, meditative Veranstaltung in der Aegidienkirche.
4. Falten von Origami-Kranichen in der Aegidienkirche.
5. Multireligiöse Friedensandacht in der Aegidienkirche, beispielsweise 2023 mit neun Religionen.[76]
6. Öffentliche Diskussionsrunde im Gobelinsaal des Neuen Rathauses.
7. Vortrag oder Vorführung einer Dokumentation im Gobelinsaal des Neuen Rathauses.
8. Tôrô-nagashi am Maschteich.[79]
9. ggf. Vorführungen im Kino im Künstlerhaus oder Kunstausstellungen.

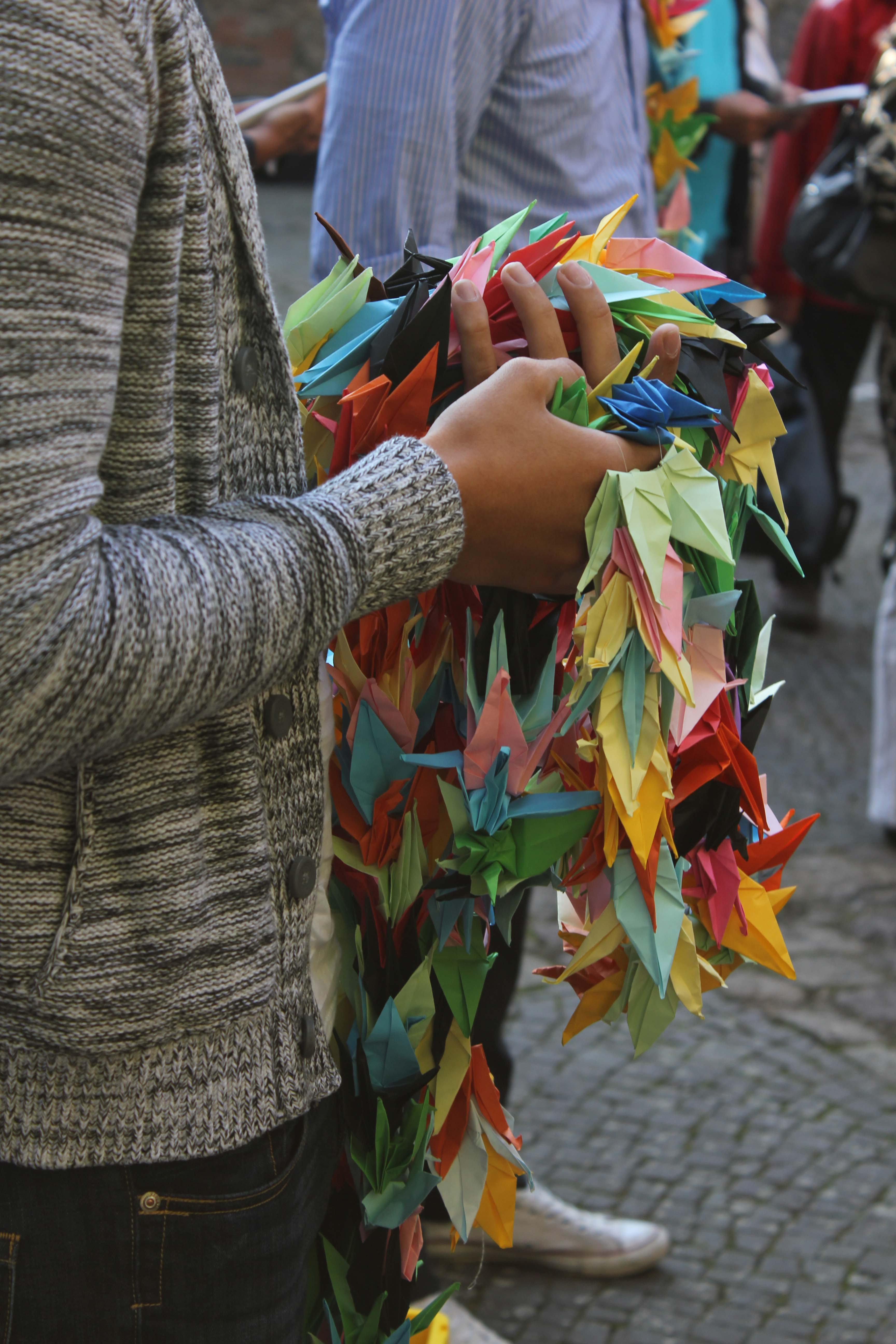
Origami-Kraniche eines Gedenkveranstaltungsteilnehmers in der Aegidienkirche (2014)
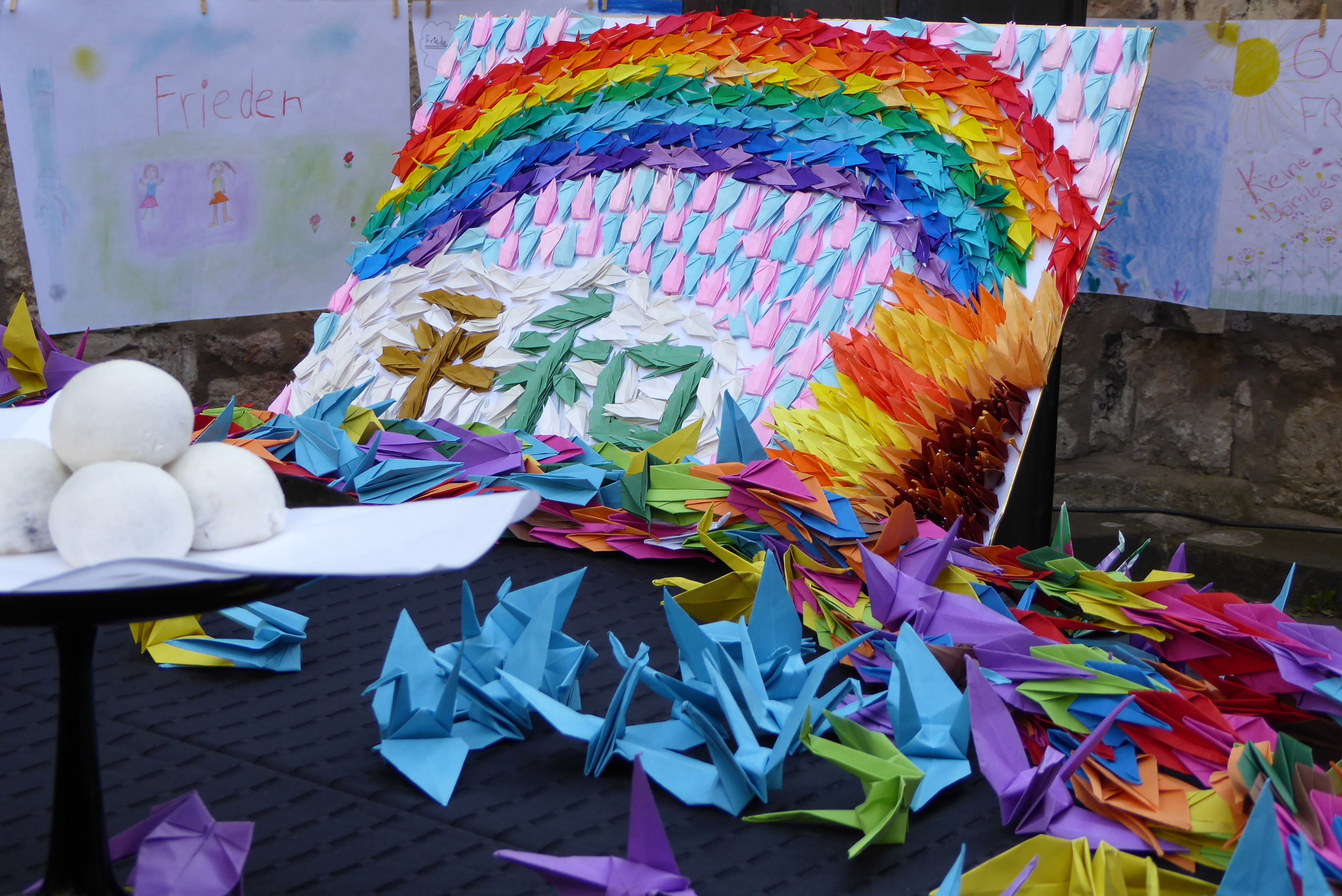
Origami-Kraniche in der Aegidienkirche, auch als 平和 (Frieden) auf ein Poster geklebt. Ganz links im Bild: Dango (2015)
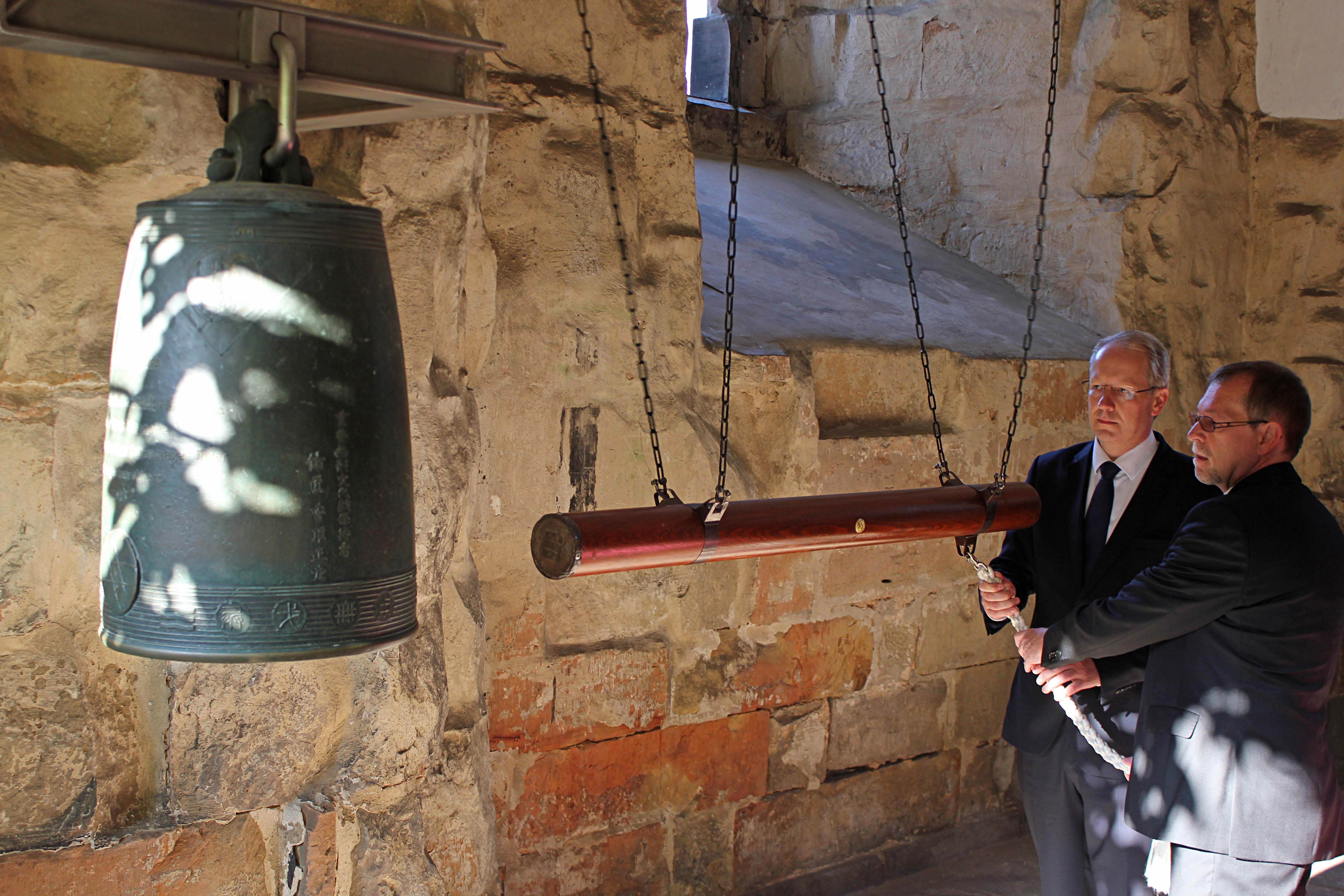
Dreimaliges Anschlagen der Friedensglocke in der Aegidienkirche durch Oberbürgermeister Stefan Schostok und Superintendent Thomas Höflich (2014)
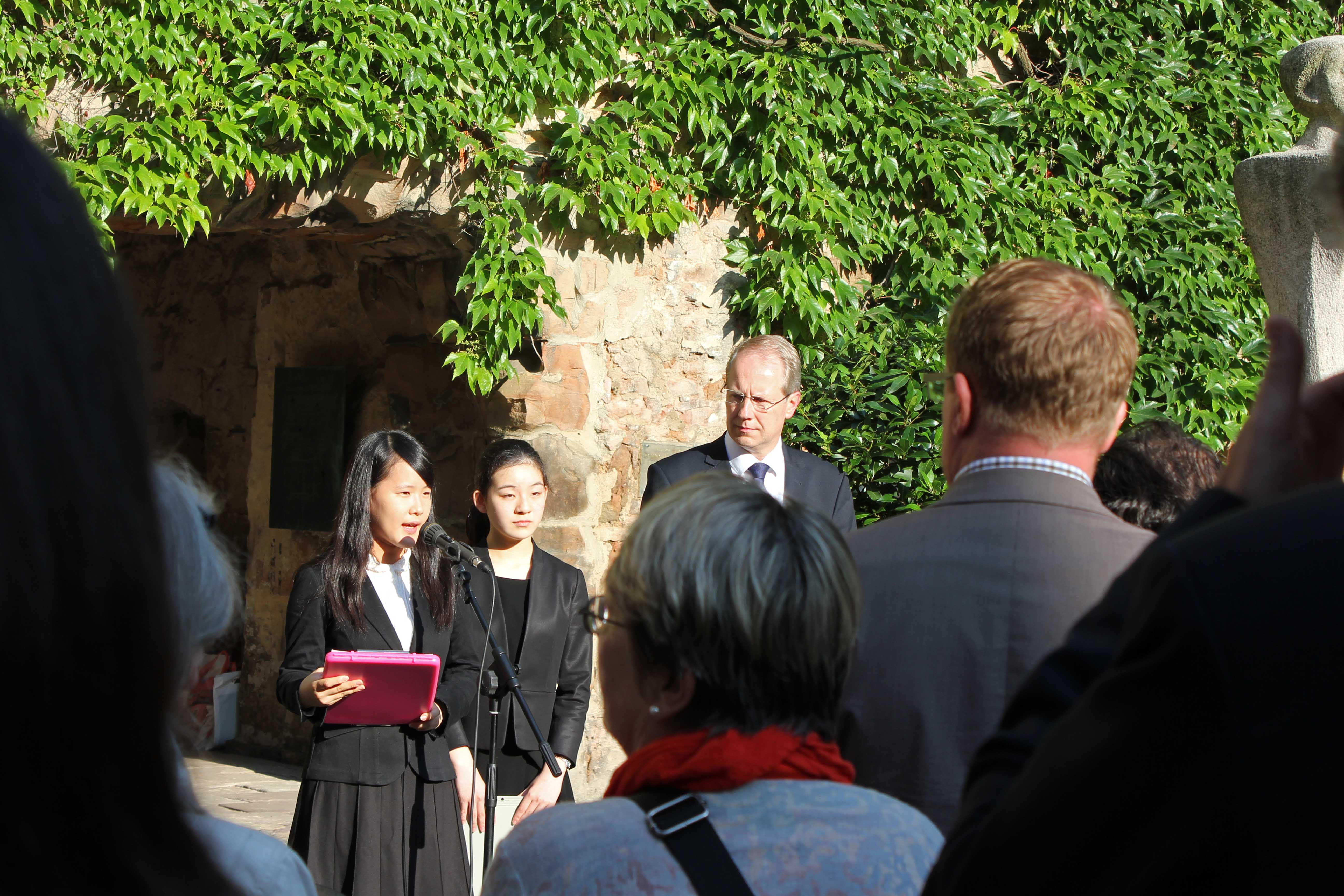
Friedenbotschafterinnen Aso Kokora (Nagasaki, am Mikrofon) und Hamasaki Fuko (Hiroshima, rechts neben ihr) halten eine Ansprache in der Aegidienkirche (2014)
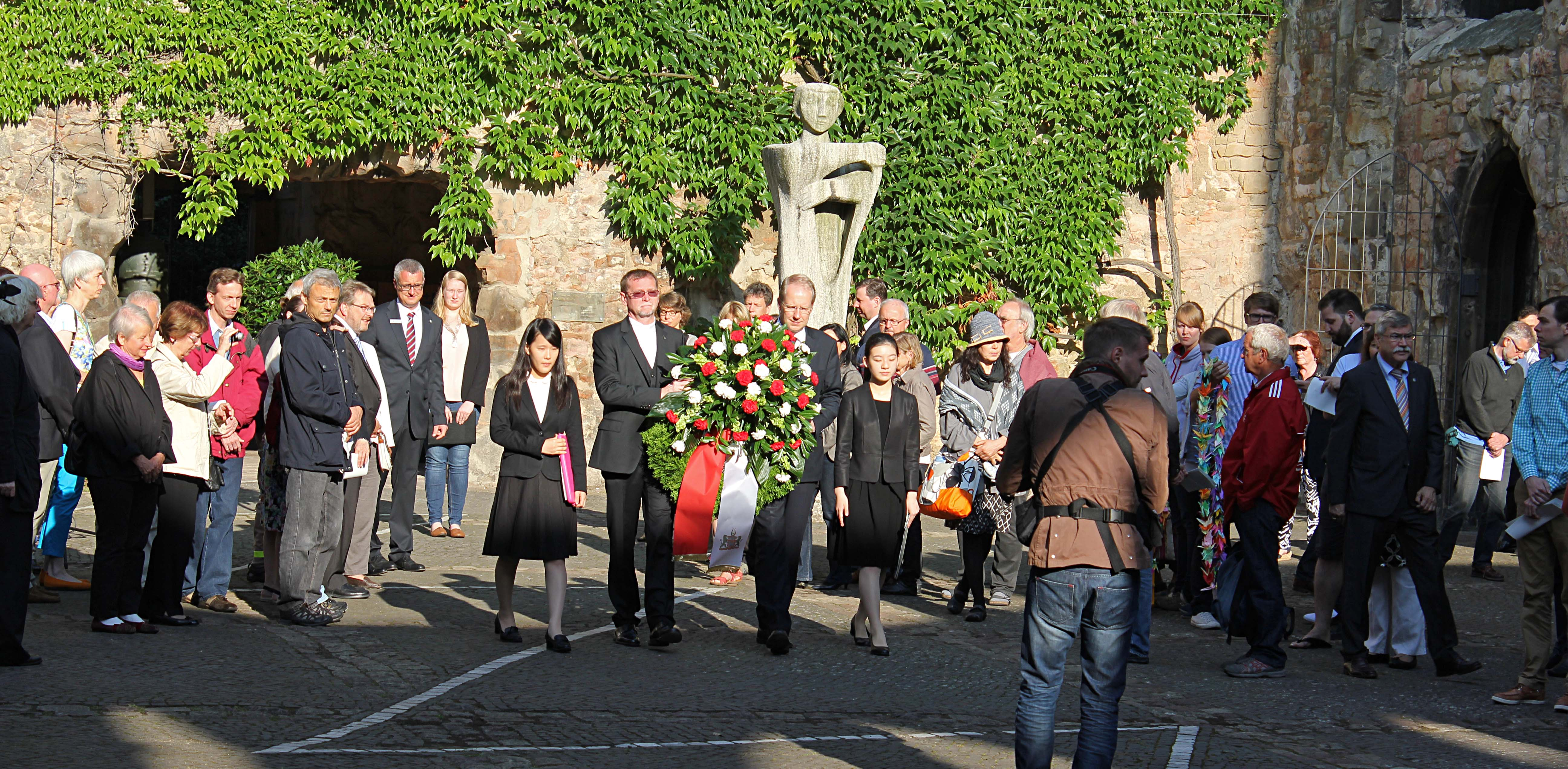
Kranzniederlegung in der Aegidienkirche (2014)
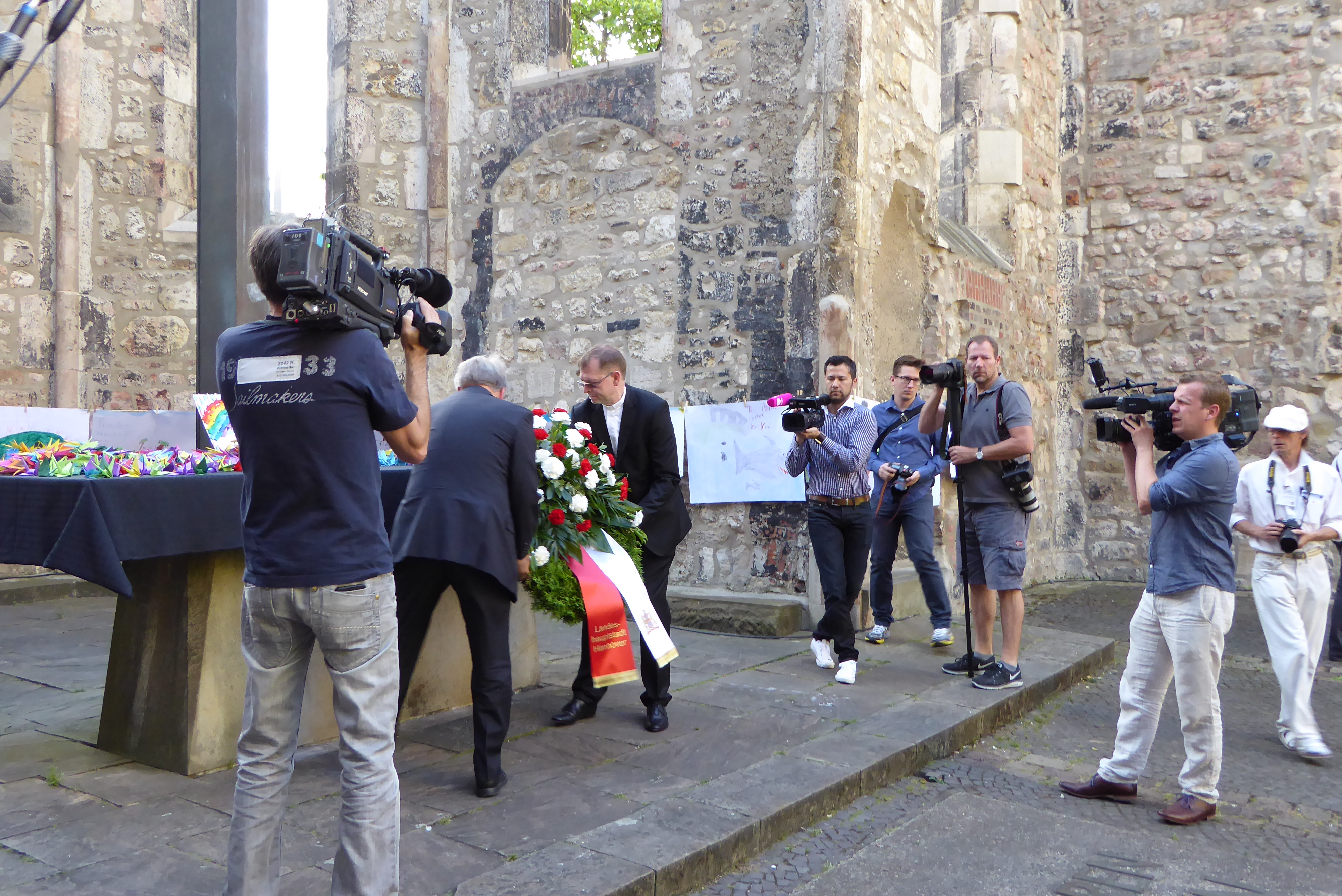
Kranzniederlegung in der Aegidienkirche (Stand: 2015)
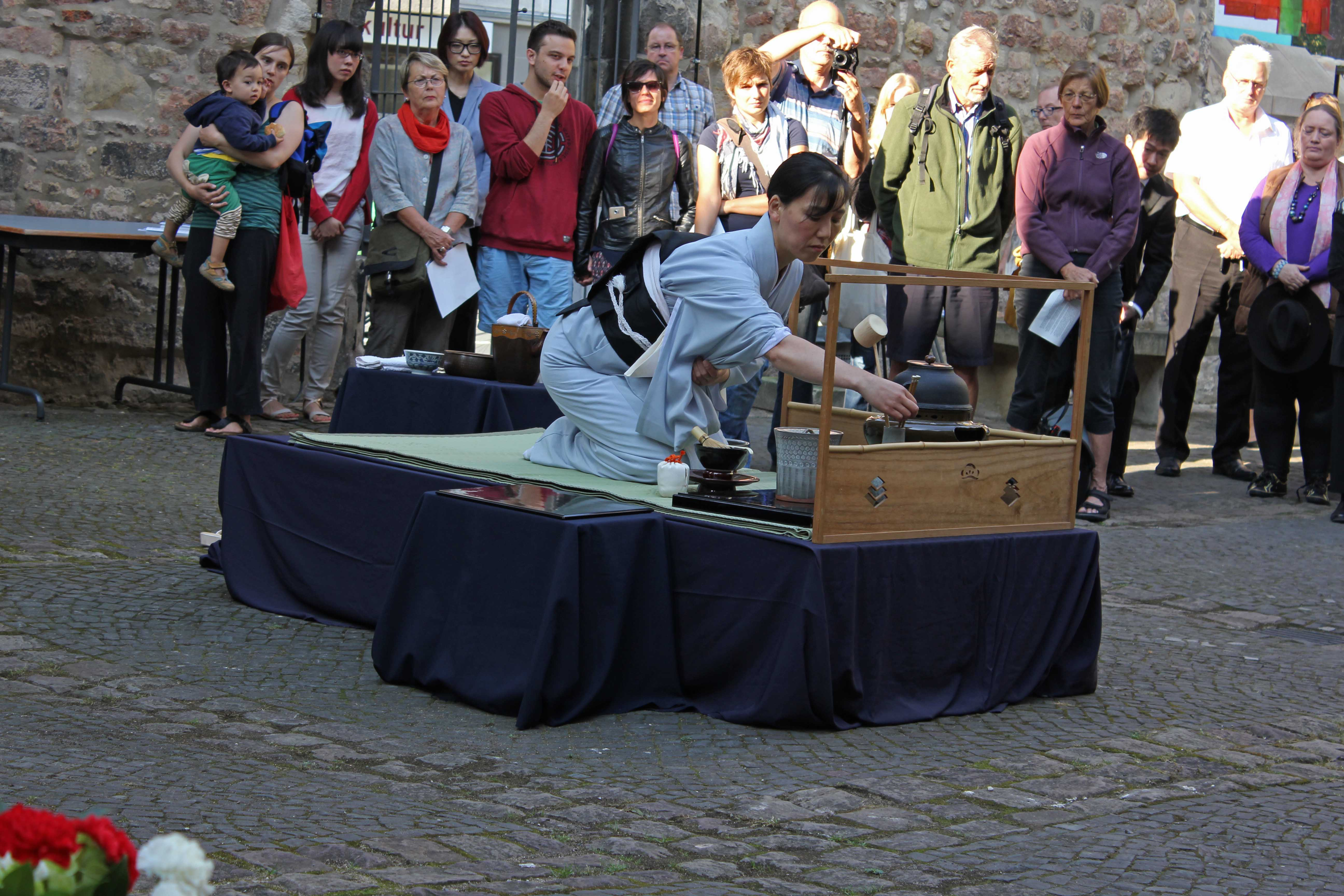
Teemeisterin Nakamoto Hiroyo (中本 洋世) der Ueda-Sôko-Teeschule führt eine Trauer-Teezeremonie in der Aegidienkirche vor (2014)
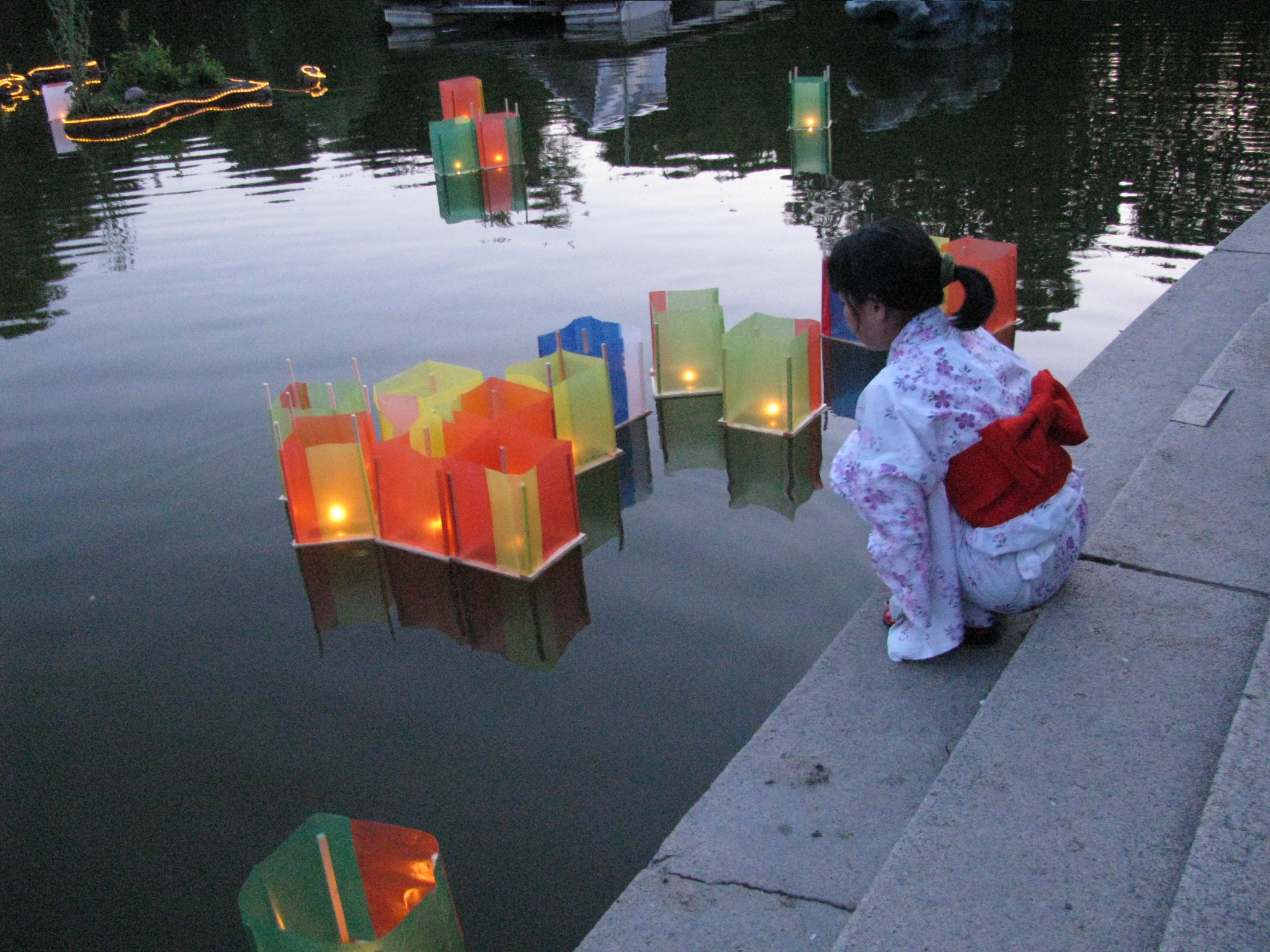
Tôrô nagashi am Maschteich, das Mädchen trägt Yukata (2010)

#### Hiroshima-Salon
Die Theater-Schauspielerin, Butô-Tänzerin und Regisseurin Hara Sachiko (原 サチコ) veranstaltet in Hannover in unregelmäßigen Abständen den Hiroshima-Salon, erstmalig im Januar 2011. Beispielsweise wurden die Theaterstücke Little Boy – Big Taifoon (リトル・ボーイ、ビッグ・タイフーン～少年口伝隊一九四五～) von Inôe Hisashi (井上 ひさし) oder Hiroshima Monster Girl von Hara Sachiko aufgeführt.

#### Alleinstehende Teezeremonien
Unabhängig von den in Kulturveranstaltungen eingebundenen Japanische Teezeremonien werden in Hannover auch solche in kleineren Kreisen zur aktiven Teilnahme nach Terminvereinbarung veranstaltet. Nakamoto Hiroyo (中本 洋世) ist als Teemeisterin der Ueda Sôko Ryû (上田宗箇流) offizielle Kulturbotschafterin Hiroshimas in Hannover.
- Im Stadtpark werden öffentliche Teezeremonien nach der Ueda-Sôko-Schule abgehalten.[87][89][90]
- In Hannover befindet sich ein privat betriebener, im japanischen Stil eingerichteter Teeraum, in dem japanische Teezeremonien ebenfalls nach der Ueda-Sôko-Schule durchgeführt werden.[91][92]
- In dem Landesmuseum Hannover führt Nakamoto Hiroyo seit spätestens 2018 Teezeremonien vor (Zum Stand April 2024 gab es an mindestens 60 Tagen solche Vorführungsangebote, teilweise auch mehrere pro Tag).[93][94]

#### Japanwoche
Die Deutsch-Japanischen Gesellschaft Hannover Chado-Kai e.V. (独日協会ハノ－バ－) richtet seit 2017, aber nicht jährlich, eine Japanwoche als Kulturveranstaltung mit Konzerten aus. Weite Veranstaltungsjahre sind 2018, 2019 und 2023.

#### Japanischer Kulturabend
Jährlich veranstaltet der Deutsch-Japanische Freundschaftskreis Hannover-Hiroshima-Yukokai e.V. (社団法人 独日友好会 ハノーバー広島友好会) einen Japanischen Kulturabend mit abendfüllendem Programm für Japaner und für an Japan Interessierte.

### Wiederkehrende Veranstaltungsbestandteile zur japanischen Kultur in Hannover
Zu dem vielfältigen japanischen Kulturprogramm auf dem Neujahrsfest, dem Sommerfest, dem Kirschblütenfest und der Japanwoche gehörten in der Vergangenheit unter Anderen:
- Informations- und Aktionsstände zu Vereinen, Gruppierungen und zu deren Arbeit,
- japanischen Teezeremonie, auch als Nodate (野点, Teezeremonie unter offenem Himmel),
- kulinarische japanischen Spezialitäten, beispielsweise japanische Süßigkeiten, Nihonshu/Sake und Tee,
- japanische Kalligraphie, auch auf Fächern,
- Origami,
- Furoshiki,
- Ikebana,
- Musik, beispielsweise Taiko, Gesang, auch Karaoke,
- Tänze,
- japanische Gesellschafts- und Geschicklichkeitsspiele, beispielsweise Go, Shogi und das vermutlich in Hatsukaichi, das in der heutigen Präfektur Hiroshima liegt, erfundene[99] Kendama,

- Kingyo-sukui (金魚掬い, Goldfischschöpfen),
- japanische Sommerspiele,
- Kimono-Modenschau und -Vorträge,
- Keramikmalerei,
- Bonsai-Ausstellungen,
- Shiatsu,
- Vorführungen japanischer Kampfkunst,
- Manga- und Anime-Präsentationen,
- Cosplay-Vorführungen und -Treffen,
- Schminken,
- Vorträge zu diversen Themen,
- Verkaufsstände.

### Veranstaltungen in Hiroshima

#### Hannover-Tag
Hiroshimas Internationalen Jugendaustauschorganisation feiert seit 2002 jährlich um den Gründungstag der Städtepartnerschaft herum den Hannover-Tag (ハノーバーの日) als Kulturveranstaltung. Bestandteile sind häufig deutsche Küche, darunter auch Lüttje Lage, Musik, Literatur und Bastelaktionen zum Straßenbahntriebwagen aus Hannover.

### International Youth Conference for Peace in the Future
Die International Youth Conference for Peace in the Future (IYCPF, Internationale Jugendkonferenz für den Frieden, 青少年国際平和未来会議) findet seit 2015 an unterschiedlichen Städten weltweit zur Vernetzung von Jugendlichen, vornehmlich aus Hannover und Hiroshima und deren Partnerstädten, und deren Friedensarbeit auf Initiative des Bürgermeisters Tadatoshi Akibas und Hayashi Toshihikos statt, wobei Hiroshima und Hannover eine Schlüsselposition einnehmen. Jede zweite Konferenz findet in Hiroshima statt.

## Völkerverbindende Orte, Gegenstände und Gastgeschenke
In beiden Städten zeugen einige, jeweils von der anderen Stadt gestiftete Kulturgüter von den freundschaftlichen Verbindungen beider Städte.

### Orte und Gegenstände in Hannover mit Hiroshima-Bezug

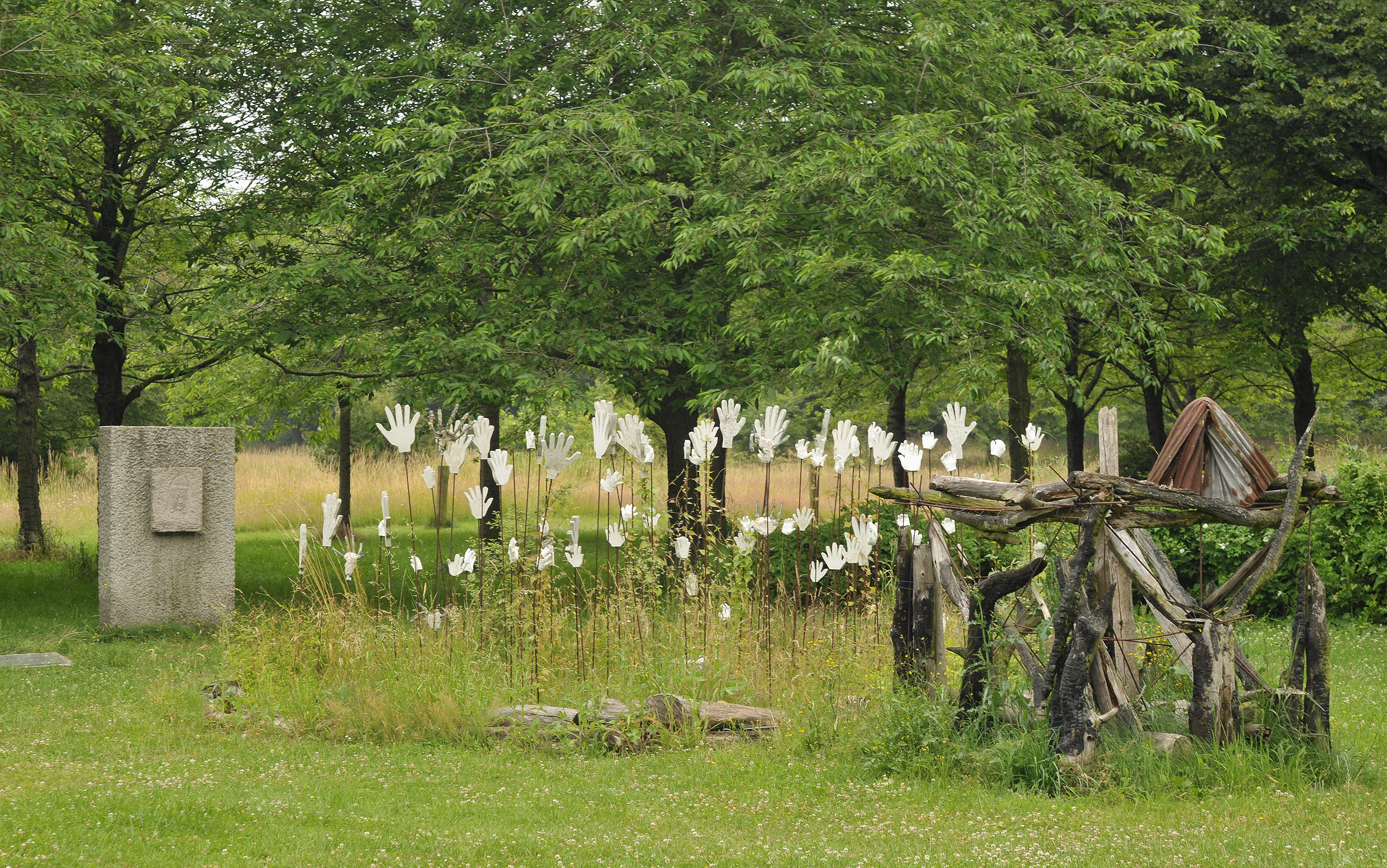
Kannon-Granitgedenkstein und Installation im Hannover-Gedenkhain, 2013

#### Hiroshima-Gedenkhain
110 japanische Kirschbäume als Symbol für die 110.000 unmittelbaren Todesopfer des ersten Atombobenabwurfes wurden im Jahre 1987 im Hiroshima-Gedenkhain gepflanzt. Auch Teil der Anlage ist eine 1992 von der Stadt Hiroshima an Hannover gestiftete Kannon-Granitgedenkstein, die als Mahnmal dient. Der Hiroshima-Gedenkhain ist Gedenkstätte, Naherholungs- und Versanstaltungsort. 

#### Hiroshima-Weg
Der Hannoversche Weg, der über die Maschteich-Brücke im Maschpark südlich des Neuen Rathauses führt, trägt den Namen Hiroshima-Weg. Auch nach den anderen Partnerstädten Hannovers sind Wege im Park der Partnerstädte benannt.

#### Japanische Friedensglocke
Im Jahr 1985 stiftete die Stadt Hiroshima ihrer Partnerstadt eine japanische Friedensglocke (平和の鐘) in Form einer Bonshô, die im Erdgeschoss des Kirchturmes der Aegidienkirche, die als Kriegsruine wie das Friedensdenkmal in Hiroshima heute als Denk- und Mahnmal dient, für Besucher zugänglich hängt und äußerlich an diejenige Glocken, die während der Gedenkveranstaltung in Hiroshima geläutet wird und ansonsten im Friedensmuseum Hiroshima ausgestellt ist, ähnelt. Sie wird am 6. August jeden Jahres beim Gedenkgottesdienst für die Opfer des Atombombenabwurfs auf Hiroshima angeschlagen. Der externe Klöppel der Glocke wird nur für diese Gelegenheiten montiert.

#### Körperformen-Installation

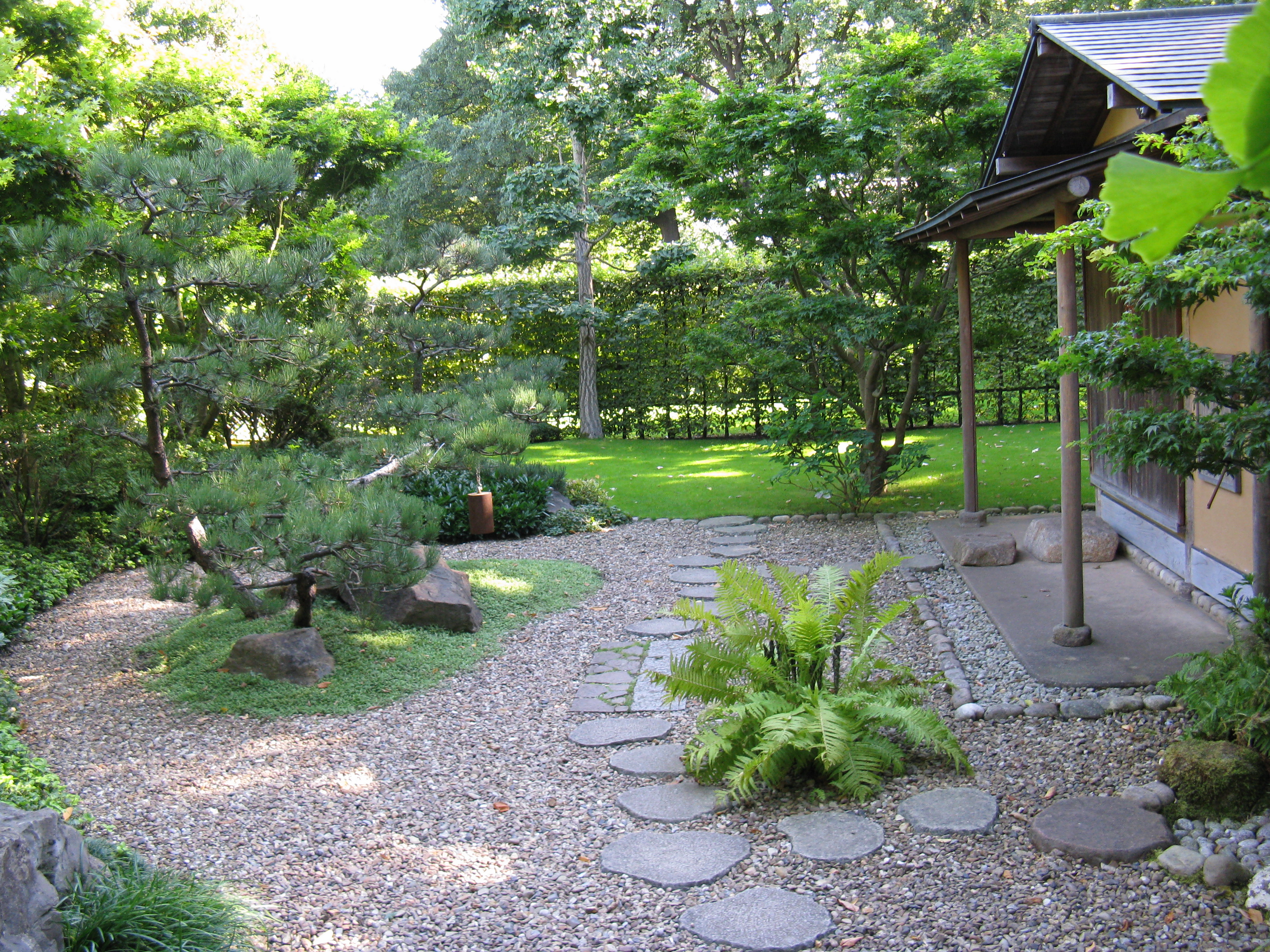
Japanisches Teehaus im Stadtpark (Stand: 2008)

In der Aegidienkirche wurde 2015 eine Kunstinstallation Ditmar Schädels anlässlich des 70. Jahrestages des Atombombenabwurfes auf Hiroshima eingeweiht. 

#### Teehaus
Im Jahr 1988 schenkte die Stadt Hiroshima der Stadt Hannover das Teehaus Senshin-Tei (洗心亭, Geistesreinigungs-Pavillion). Es steht in dem 1996 angelegten japanischen Teegarten, der Bestandteil der Teezeremonie ist, des Stadtparks von Hannover als Zeichen der Freundschaft zwischen beiden Städten.

#### Stadtwappen
Die Stadtwappen aller Partnerstädte sind im Foyer des Neuen Rathauses aufgehängt. Vor der Georgstraße 30 südwestlich des Kröpcke sind Metalltafeln zu allen Partnerstädten in das Pflaster verlegt.

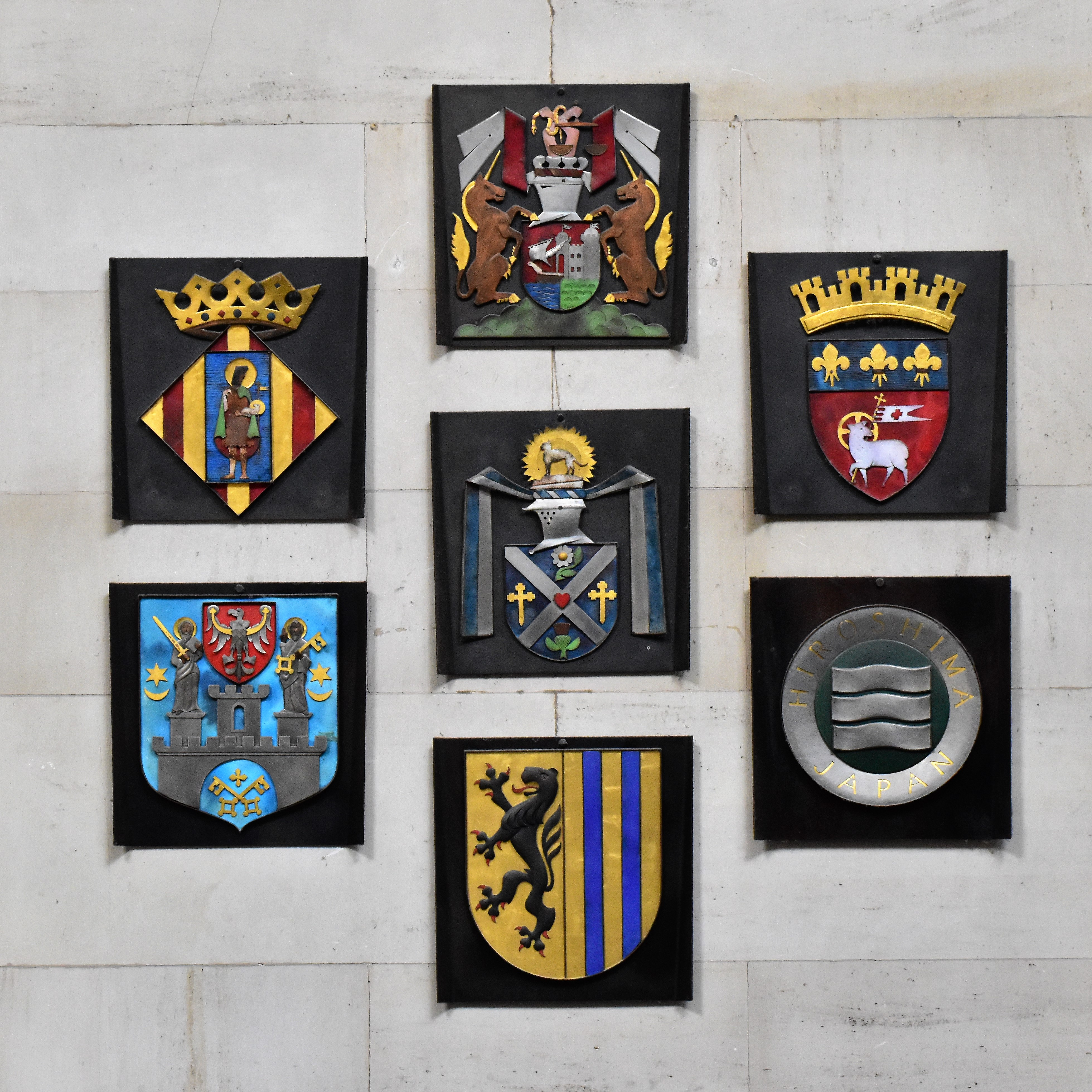
Partnerstadtwappen im Foyer des neuen Rathauses, Hiroshima ist unten rechts. Der Kreisring inklusive Aufschrift „Hiroshima Japan“ ist nicht Bestandteil des offiziellen Stadtwappens.
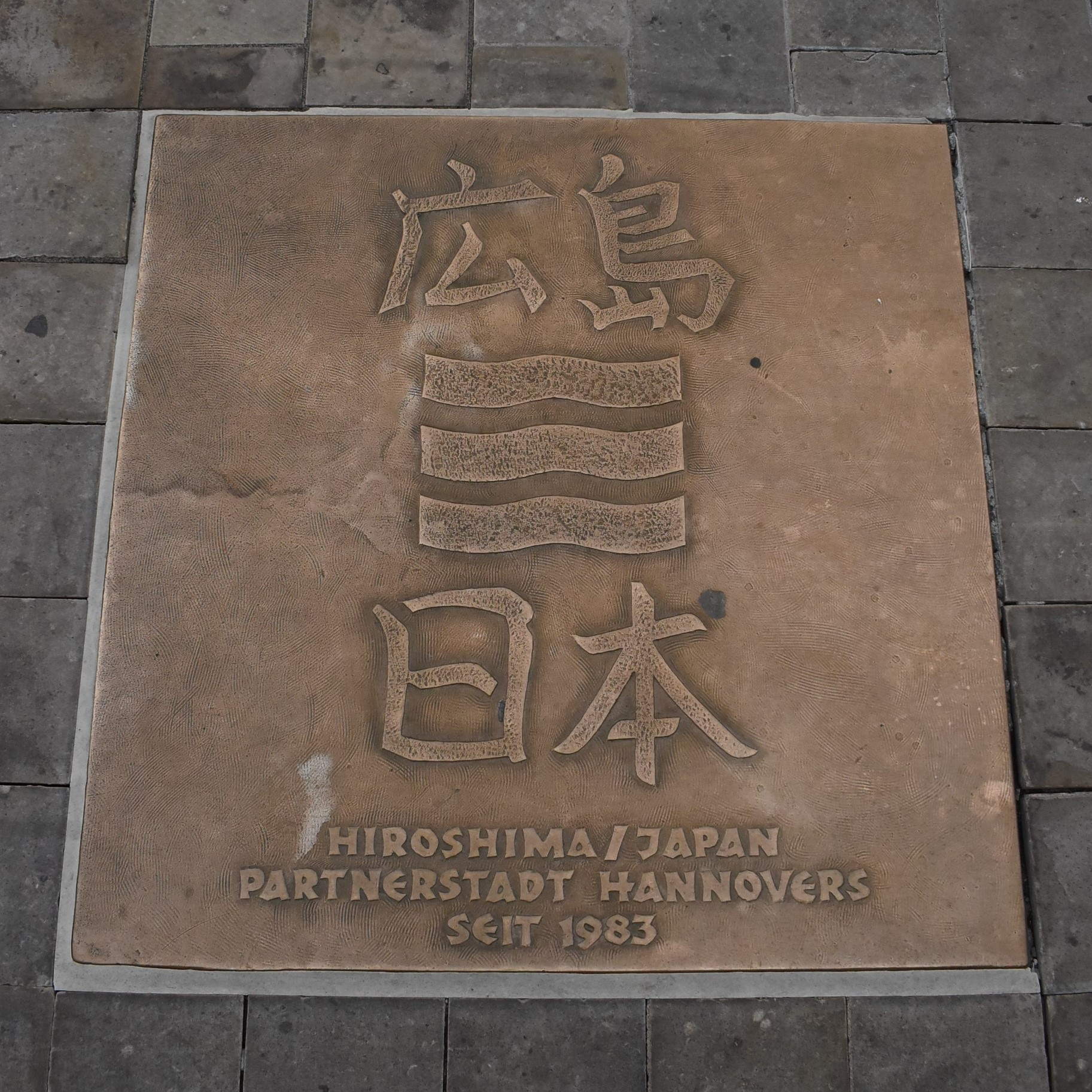
Partnerstadtwappen in der Georgstraße, zeilenweise Inschrift: 広島 (Hiroshima) / Stadtwappen Hiroshimas[112] / 日本 (Japan) / Hiroshima/Japan, Partnerstadt Hannovers / seit 1983

### Orte und Gegenstände in Hiroshima mit Hannover-Bezug

#### Hannover-Garten mit Sonnenuhr
Nördlich des Atombombendoms befindet sich der von 1980 bis 1981 angelegte, an den Großen Garten Hannover-Herrenhausen anlehnende Hannover-Garten (ハノーバー庭園) mit Springbrunnen. Nordwestlich des Springbrunnens befinden sich eine japanischsprachige und eine deutsch- und englischsprachige Hinweistafel: Er entstand somit noch vor Beginn der Städtepartnerschaft. Von den 10.000 gepflanzten Buchsbäumen stammen 30 % aus einer Schenkung der Stadt Hannovers. Im nördlichen Teil steht die Hannover-Garten-Sonnenuhr (ハノーバー庭園日時計) als Kopie der Sonnenuhr mit dem Zifferblatt Jonathan Sissons im Norden der Herrenhäuser Gärten.
Die Anlage war im Jahre 2020 Teil der Gartenschau Hiroshima Hananowa 2020 (ひろしま はなのわ 2020) und wurde in diesem Zusammenhang überarbeitet. Durch die Integration des Hannover-Gartens in dem im Frühjahr 2023 errichteten Hiroshima Gate Park (ひろしまゲートパーク) erfuhr der Hannover-Garten eine Aufwertung.

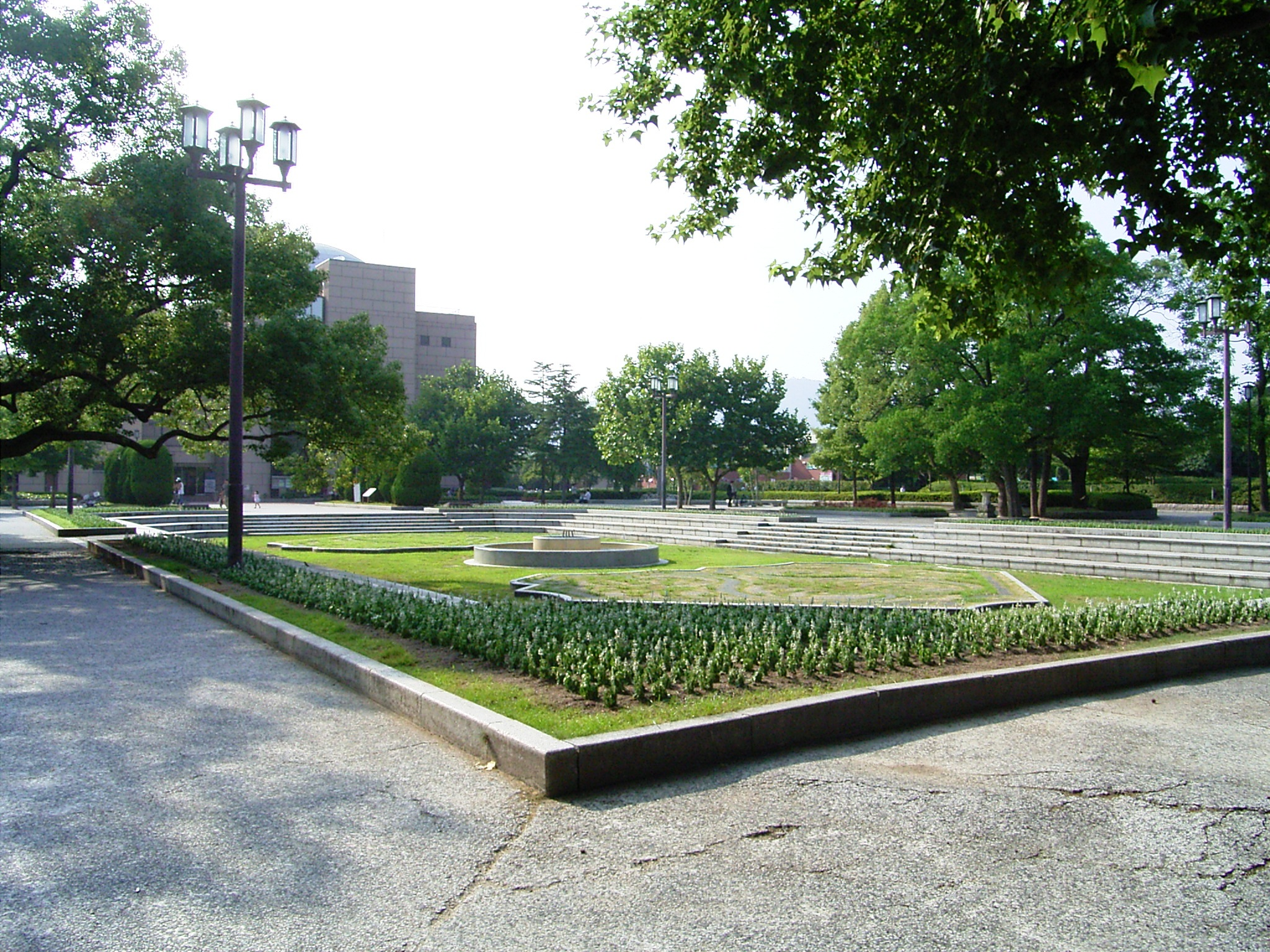
Hannover-Garten aus Richtung Süd-Westen, rechts unter den Bäumen steht die Sonnenuhr (Stand: 2007)
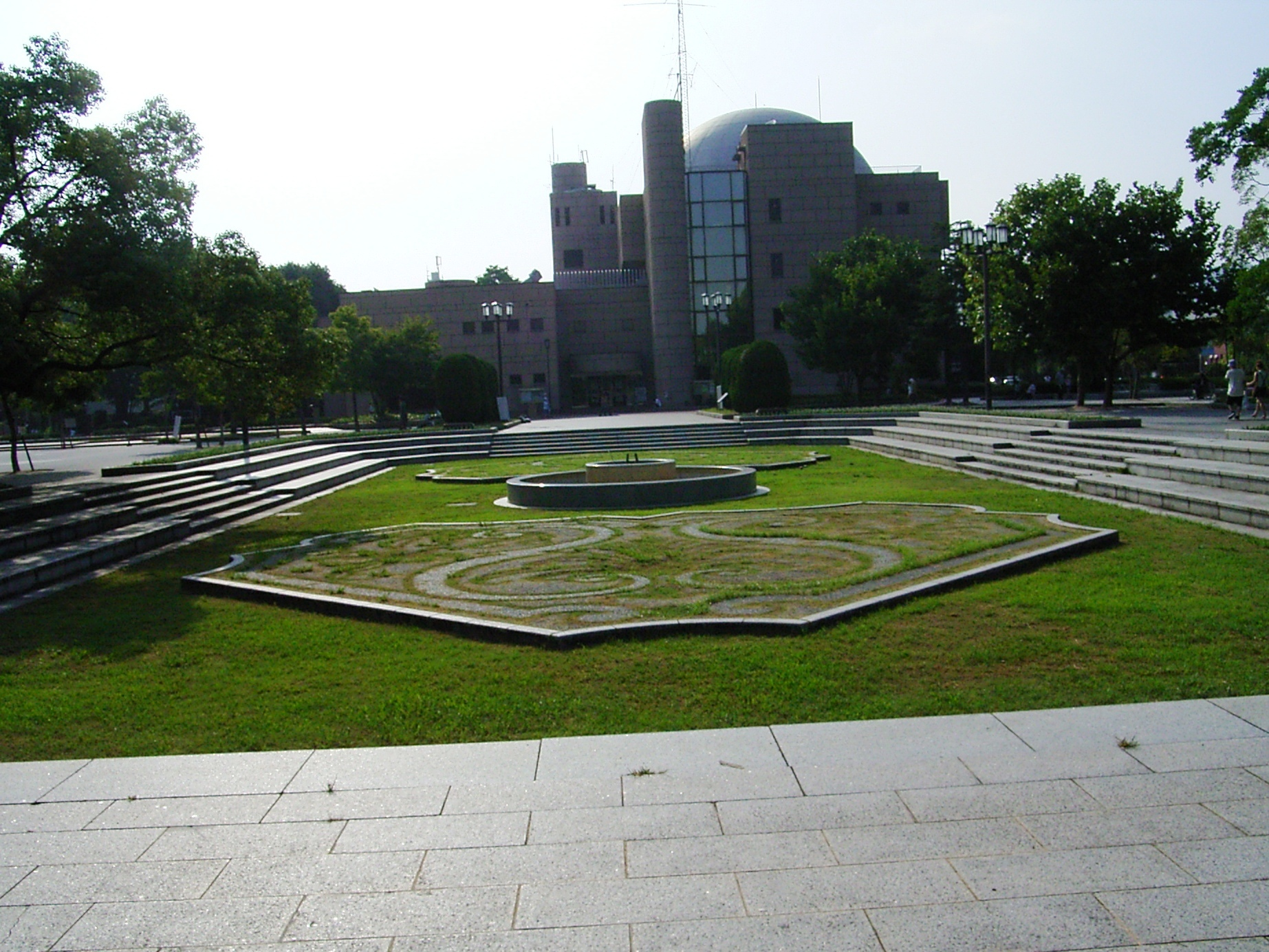
Hannover-Garten aus Richtung Westen (Stand: 2007)

#### Straßenbahn-Triebwagen Typ T2 (200-238)
Die Stadt Hannover schenkte der Stadt Hiroshima im Jahr 1989 einen 1928 gebauten Straßenbahn-Triebwagen Typ T2 (200-238) der Düwag, nachdem ihr das Teehaus aus Hiroshima als Geschenk erhielt. Sie wird in Hiroshima auch als Hannover-Straßenbahn (ハノーバー電車) bezeichnet. Im Winter fährt der Wagen seit 1991 weihnachtlich geschmückt als Weihnachtsstraßenbahn (クリスマス電車). Er wird von der Straßenbahn Hiroshima betrieben. Der Wagen kann auch am Hannover-Tag in Hiroshima aus Papier gebastelt werden.

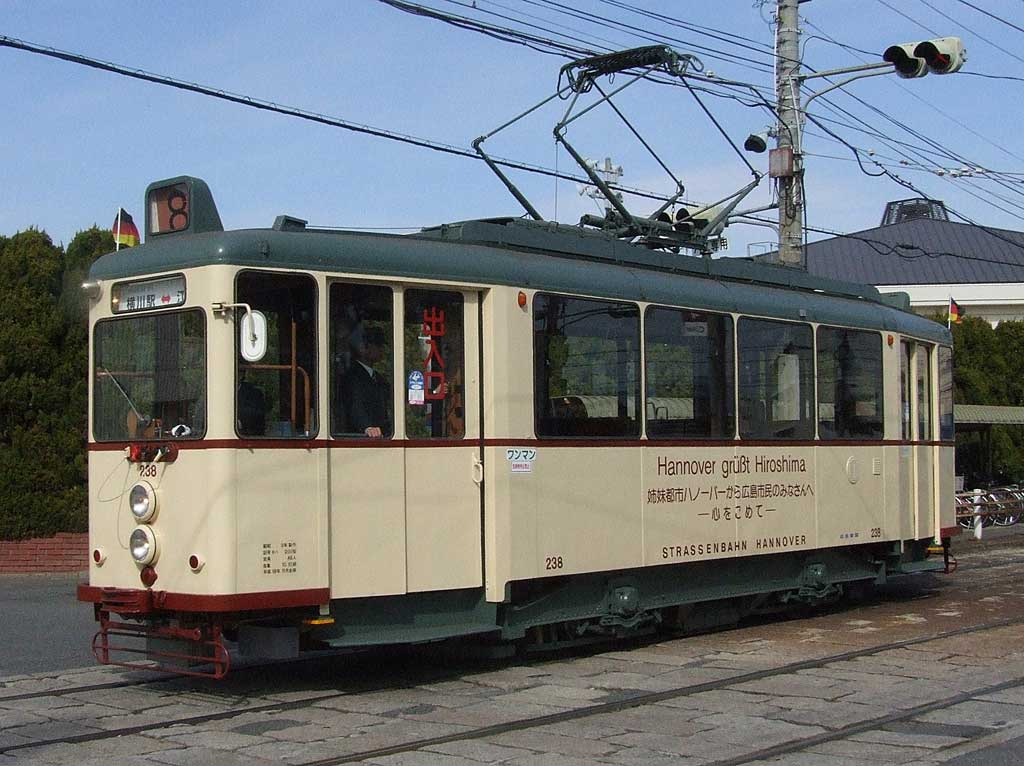
Ehemals Hannoverscher Straßenbahn-Triebwagen Typ T2 (200-238) in Hiroshima (Stand: 2007)
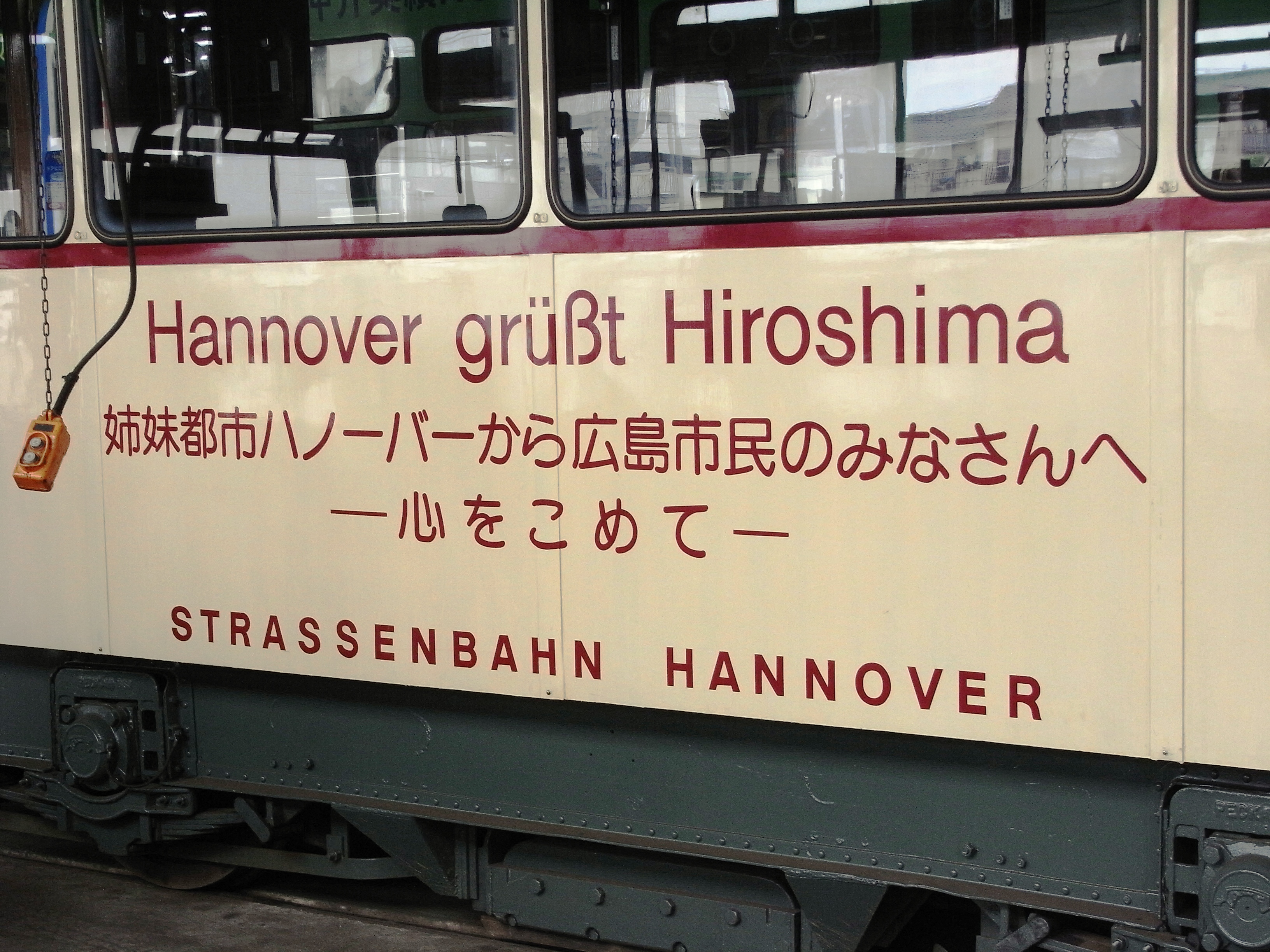
Detailansicht (Stand: 2008)

#### ConferenceBikes
2013 erwarb die Straßenbahngesellschaft drei in Hannover-Linden von der Firma Velo Saliko gefertigte ConferenceBikes (カンファレンスバイク), jeweils in der Farbe schwarz, rot bzw. gelb. Ein Schild weist auf die Städtepartnerschaft hin. Sie können bei ausgesuchten Veranstaltungen genutzt werden.

## Sonstiges

### Schreibweisen Hannovers im Japanischen
In japanischer Katakana-Lautschrift sind mehrere Varianten als Umschrift für Hannover nachgewiesen:
- ハノーファー (Hanôfâ, beispielsweise auf japanischsprachigen Internetseite Hannovers[134]),
- ハノーバー (Hanôbâ, beispielsweise auf der Straßenbahn 200-238[122] und in Vereinsnamen[46][49]) und seltener
- ハノーヴァー (Hanôvâ, beispielsweise für die Pferderasse[135], die Beschriftung der ConferenceBikes[128] und mutmaßlich im Zusammenhang mit der Expo 2000[136]).

Gelegentlich wird das Stadt-Suffix 市 an die Katakana-Schreibweise angehängt wie es bei Japanischen Städten üblich ist.

### Statistisches
Die kumulierte Teilnehmeranzahl zu den Austauschen ist nicht eindeutig: Sie beträgt je nach Angabe 1.500 Kinder und Jugendliche bis 2003 oder 1.020 Personen bis 2018.
Statistiken zu Deutschen bzw. Japanischen Ausländern liegen nicht vor. Die offiziellen Statistiken lassen lediglich obere Schranken vermuten:
- Die Anzahl der in Hannover lebenden Japaner ist unbekannt, zumal sie in den Strukturdaten nicht angegeben wird.[139] In der Übersicht Häufigkeiten der nach Deutsch gesprochenen Sprachen in der Landeshauptstadt Hannover am 31.12.2021 (geschätzt) ist Japanisch nicht aufgeführt, zum Vergleich zur Gesamtbevölkerung (543.247): Chinesisch (2.540), Vietnamesisch (2.050) und Niederländisch (1.040, kleinste aufgeführte Gruppe).[140]
- Zu der Anzahl der Deutschen in Hiroshima liegen keine Daten vor. Zum Jahr 2020 weist die Statistik 19.625 der 1.200.754 in der Stadt Hiroshima lebenden Menschen als ausländisch aus, die kleinste veröffentlichte Gruppe bestand aus 227 Indern, zu 3.559 ausländisch kategorisierten Menschen wurde keine Nationalität angegeben.[141] Das einzige dort verzeichnete westliche Land sind die Vereinigten Staaten von Amerika mit 355 Menschen.[141]

Es liegen auch keine Zahlen über aus Hannover stammende Menschen in Hiroshima oder aus Hiroshima stammende Menschen in Hannover vor.